# Provincia di Sùhbaatar
La provincia di Sùhbaatar (in mongolo: Сүхбаатар аймаг) è una suddivisione della Mongolia e si trova nella parte est del paese. Confina a nord con la provincia del Dornod, a ovest con la provincia del Hėntij e quella del Dornogov’ e a sud con la Cina. Il suo territorio è montuoso e l'altezza media della regione è di 1.000/1.200 m. Verso sud è parte del deserto del Gobi, pertanto il terreno è arido, cespuglioso e con poche dune. Le temperature arrivano a −40 °C in inverno e le precipitazioni sono scarsissime.
Il capoluogo è Baruun-Urt, contava, al censimento del 2000, 15 133 abitanti.
La popolazione, prevalentemente nomade, è dedita alla pastorizia e all'allevamento di yak e cavalli e vive principalmente nelle tipiche ger della Mongolia.

## Geografia antropica

### Suddivisioni amministrative
La provincia di Sùhbaatar è suddivisa nei seguenti distretti (sum):
| Sum                        | Mongolo      | Popolazione 2008 | Popolazione 2009 | Pop. centro amm. 2009* |
| -------------------------- | ------------ | ---------------- | ---------------- | ---------------------- |
| Distretto di Asgat         | Асгат        | 1.775            | 1.806            | 538                    |
| Distretto di Bajandėlgėr   | Баяндэлгэр   | 4.560            | 4.568            | 1.169                  |
| Distretto di Baruun-Urt *  | Баруун-Урт   | 15.549           | 16.249           | 13.859                 |
| Distretto di Dar'ganga     | Дарьганга    | 2.884            | 2.853            | 639                    |
| Distretto di Ėrdėnėtcagaan | Эрдэнэцагаан | 6.309            | 6.439            | 2.813                  |
| Distretto di Halzan        | Халзан       | 1.622            | 1.598            | 566                    |
| Distretto di Mônhhaan      | Мөнххаан     | 4.335            | 4.213            | 1.189                  |
| Distretto di Naran         | Наран        | 1.466            | 1.477            | 336                    |
| Distretto di Ongon         | Онгон        | 3.638            | 3.646            | 1.261                  |
| Distretto di Sùhbaatar     | Сүхбаатар    | 3.263            | 3.197            | 631                    |
| Distretto di Tùmėncogt     | Түмэнцогт    | 2.339            | 2.404            | 1.106                  |
| Distretto di Tùvšinširėė   | Түвшинширээ  | 3.035            | 3.030            | 610                    |
| Distretto di Uulbajan      | Уулбаян      | 3.010            | 2.883            | 766                    |

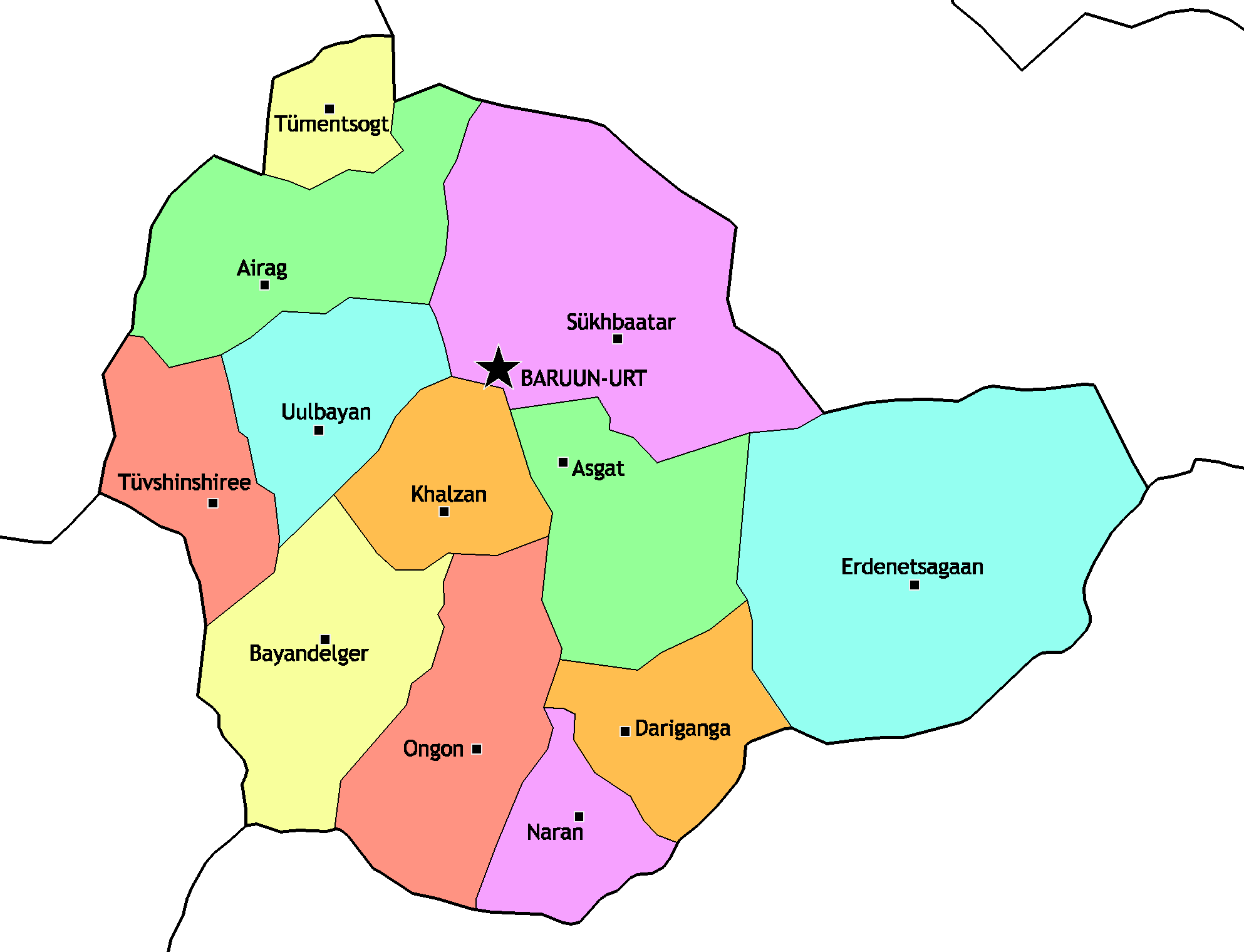
I sum della provincia di Sùhbaatar (nella traslitterazione anglosassone)

* - Popolazione del centro amministrativo del sum.
** - Il capoluogo dell'aimag, Baruun-Urt, si trova geograficamente nel distretto di Sùhbaatar ma ha un'amministrazione indipendente.